# Beniatjar

Localización en la comarca del Valle de Albaida

Beniatjar es un municipio de la Comunidad Valenciana, España. Perteneciente a la provincia de Valencia, en la comarca del Valle de Albaida. El pueblo se encuentra a los pies de la montaña Benicadell. Cuenta con una población de 209 habitantes (INE 2024).

## Geografía
Situado en la vertiente norte de la sierra de Benicadell, en el sector sur del Valle de Albaida. El término es alargado, de norte a sur; el sector norte es suavemente ondulado, mientras que por el sur está limitado por la sierra Benicadell. El río Micena circula de este a oeste, por todo el límite norte; le afluye el barranco de Beniatjar, que sirve de límite por el oeste.
El clima es continental; los vientos más frecuentes son el poniente y levante; este es el que trae las lluvias, generalmente de otoño a primavera. En los altos de la sierra de Benicadell nieva en enero y febrero. El pueblo está sobre un altozano al pie del pico de Benicadell.
Desde Valencia, se accede a esta localidad a través de la A-7 para enlazar con la CV-40 y acceder a la CV-60 para finalizar en la CV-611.

### Localidades limítrofes
El término municipal de Beniatjar limita con las siguientes localidades:
Castellón de Rugat, Otos, Puebla del Duc, Ráfol de Salem, Salem, todas de la provincia de Valencia y Beniarrés y Gayanes de la provincia de Alicante.

## Historia

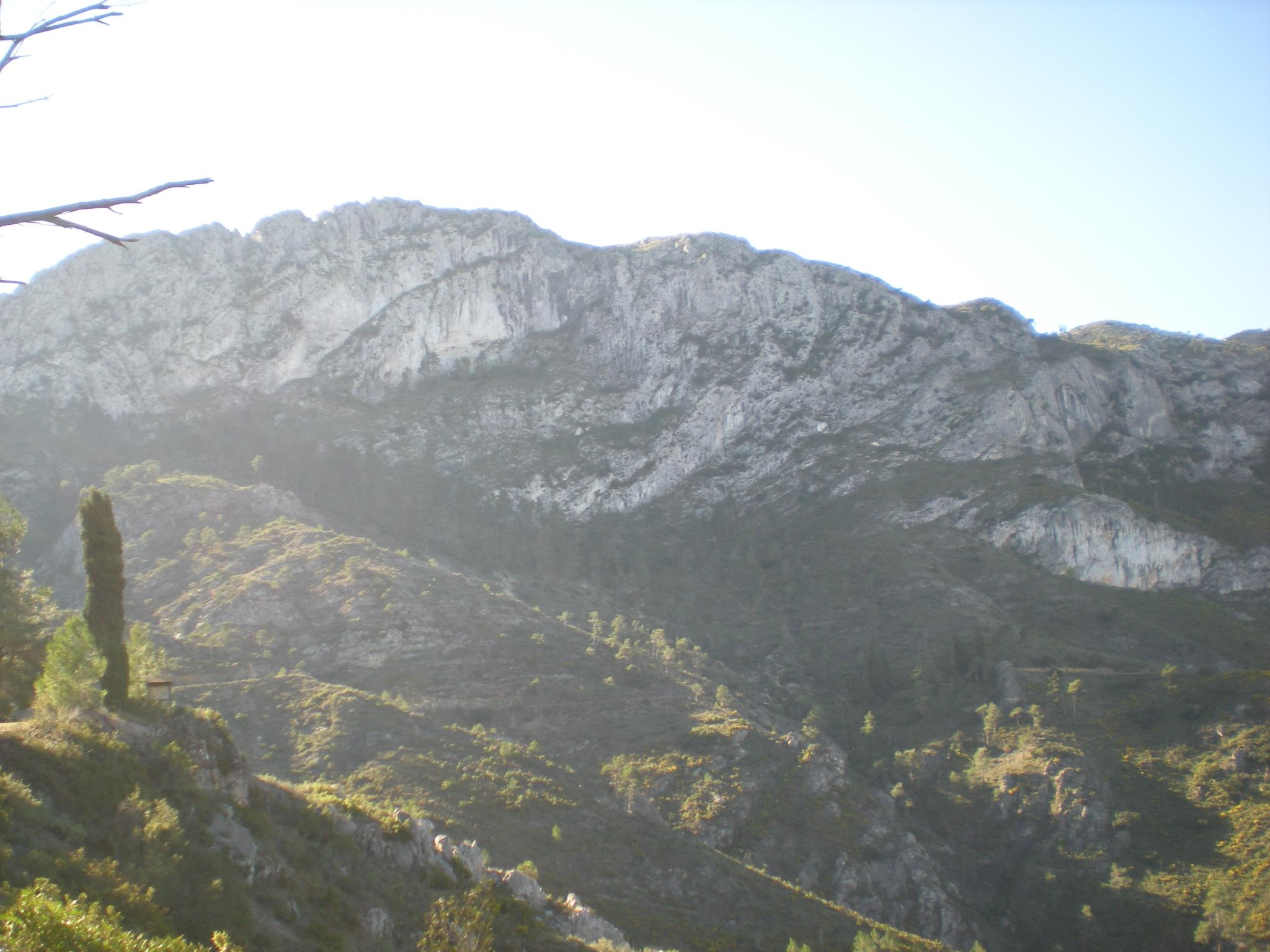
El Benicadell.

Aunque se han encontrado restos de la cultura del Bronce, el origen de Beniatjar es una alquería musulmana, que fue conquistada por Jaime I y concedida a Paz de Tarazona en 1258. De población morisca, contaba el año de la expulsión (1609) con cien familias. Erigida en baronía, perteneció primero al ducado de Villahermosa y después al marquesado de Milán. Conjuntamente con Otos, formó una vicaría de moriscos que dependió eclesiásticamente de Ráfol de Salem hasta 1535; no obstante no será hasta 1574, cuando se convierta en parroquia independiente.

## Demografía
Beniatjar cuenta con una población de 209 habitantes (INE 2024).
| Gráfica de evolución demográfica de Beniatjar entre 1842 y 2021                                                     |
| |
| Población de derecho según los censos de población del INE Población de hecho según los censos de población del INE |

## Economía
La economía se basa en la agricultura, a base de campos abancalados en las estribaciones de la sierra. En la montaña hay una extensa zona de pinar y monte bajo. Predominan los cultivos de secano vid, frutales y olivo. Aprovechando el agua de varias fuentes mediante balsas se cosechan patatas y hortalizas.

## Administración y política
| Periodo   | Nombre                     | Partido             |
| --------- | -------------------------- | ------------------- |
| 1979-1983 | José Cortell Cortell       | Independiente       |
| 1983-1987 | José Cortell Cortell       | Independiente       |
| 1987-1991 | German Constant Molto      | PP                  |
| 1991-1995 | José Cortell Cortell       | PP                  |
| 1995-1999 | José Cortell Cortell       | PP                  |
| 1999-2003 | José Cortell Cortell       | PP                  |
| 2003-2007 | Francisco Giner Monzó      | PP                  |
| 2007-2011 | Francisco Giner Monzó      | PP                  |
| 2011-2015 | Raquel Calatayud Bataller  | BLOC-C.M. Compromís |
| 2015-2019 | Francisco Giner Monzó      | PP                  |
| 2023-act. | Jaime Ferrer de los Santos | ENS UNEIX           |

## Patrimonio

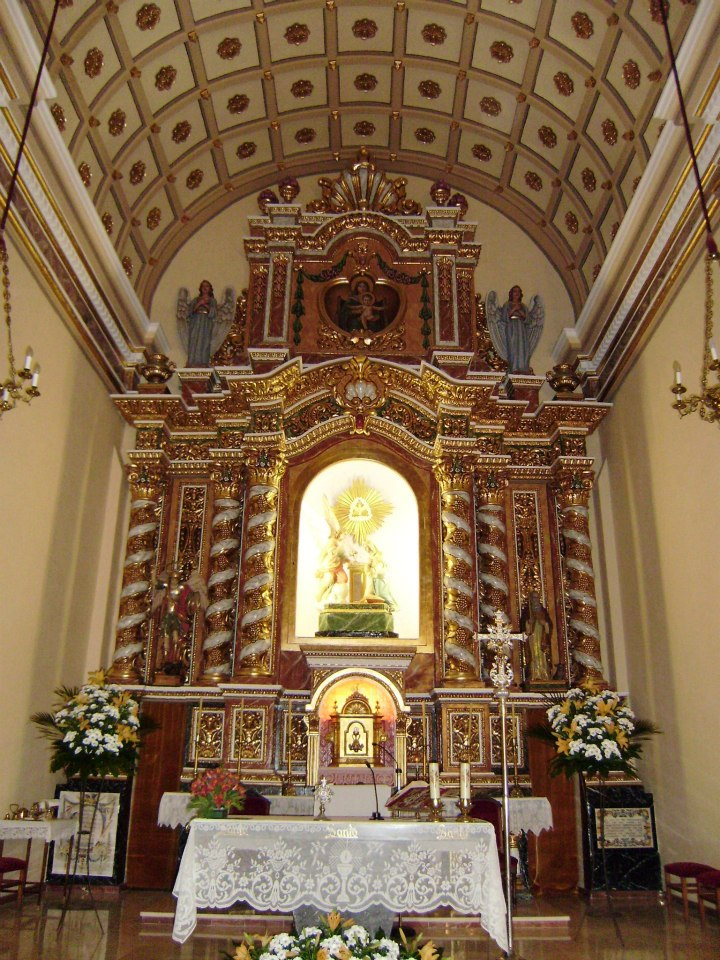
La única iglesia de Beniatjar

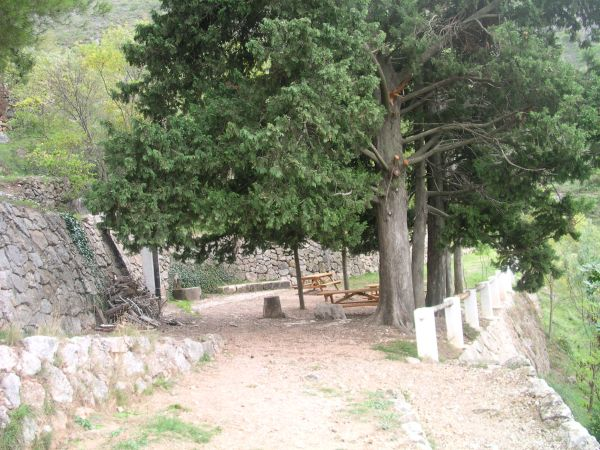
Les Fontetes

- Iglesia parroquial. Está dedicada a la Virgen de la Encarnación; el seu estil combina el barroc y el neoclàssic.[10]
- Nevera. En la cresta de Benicadell hay una antigua nevera.[11]
- Puente de los Moros. Antiguo puente de piedra en la carretera CV-615.[12]
- Las Cuevas Rupestres. Antiguas cuevas con restos de pinturas esquemáticas, propias de la Edad del Bronce. Sin protección administrativa y de difícil acceso.[13]
- Les Fontetes. Buen lugar para realizar un descanso mientras se sube desde el pueblo a la cima del Benicadell (1104 m.).[14]
- Castillo de la Carbonera. Restos del antiguo castillo musulmán conquistado por el Cid Campeador.[15]
- Patrimonio natural. Olivos milenarios, pinares y senderos.[16]
- Camino del Cid. Población perteneciente a la ruta reciente creación de Rodrigo Diaz de Vivar, el Cid.[17][18]

## Fiestas locales
- Fiestas patronales.[19] Celebra estas fiestas durante el último fin de semana de agosto (miércoles a sábado), en honor a san Roque, Divina Aurora y Santísimo Cristo del Consuelo. Durante estas fechas se realizan diferentes procesiones dirigidas a los anteriores santos mencionados. Se realizan diferentes actividades para dinamizar al pueblo y crear un ambiente lo más amable posible para los visitantes, estableciendo una atmósfera de felicidad y de hermandad muy característica. Los últimos cuatro días por la noche se realiza una verbena.
- Otras fiestas de interés cultural. Septenario y Fiesta a la Virgen de los Dolores (semana anterior al viernes de Pasión), fiesta a Nuestra Señora de la Encarnación, titular de la parroquia (25 de marzo); Nuestra Señora de la Asunción (15 de agosto); "Aguinaldo", segundo día de Navidad; "Despertà", Domingo de Resurrección y día de la Divina Aurora; "Salpassa", Martes/Miércoles Santo.
- Otros actos de interés cultural. "La recogida de aceite", segundo día de Pascua: Donativo en especies (aceite) al párroco.